# مرادعلی اکنظروف
مرادعلی اکنظروف (انگلیسی: Murodali Aknazarov؛ زادهٔ ۱۹ نوامبر ۲۰۰۴) بازیکن فوتبال است.
وی همچنین در تیم ملی فوتبال تاجیکستان بازی کرده‌است.